# Alacranes Musical
Alacranes Musical es una agrupación estadounidense de música regional mexicana, especializada en el estilo duranguense. Se formó en el ciudad de Aurora, Illinois en 1996, y desde entonces ha puesto a la venta varios álbumes. Sus temas Si yo fuera tu amor, Por tu amor, Por amarte así, Sin tu amor,¿Dónde estás?,Dame tu amor y Fue su amor han entrado en las listas de éxitos latinos publicadas por la revista Billboard. El grupo ha compartido escenario con grupos como Banda El Recodo, Rieleros Del Norte, Conjunto Primavera, Los Tigres del Norte y Ramón Ayala, entre otros. En 2007 fueron nominados a un Grammy Latino.

## Significado del nombre de Alacranes Musical
Su nombre proviene porque el alacrán es un símbolo muy distintivo de su estado natal. Su estilo y sonido lo definieron con el nacimiento y desarrollo que logró penetrar el ritmo duranguense y su evolución artística les ha permitido ser de los privilegiados grupos en continuar vigentes y ser denominados como "Los Príncipes de la música duranguense".

## Discografía
| Año       | Álbum                                 |
| --------- | ------------------------------------- |
| 2003      | Furia Alacranera                      |
| 2004      | A Cambio De Que?                      |
| 2004      | Famoso Durango                        |
| 2005      | 100% Originales                       |
| 2005      | Nuestra Historia Y Algo Más           |
| 2006      | Simplemente Lo Mejor                  |
| 2006      | A Paso Firme                          |
| 2006      | Puros Corridos Venenosos              |
| 2006      | 20 Alacranazos                        |
| 2007      | Ahora y Siempre                       |
| 2008      | Tu Inspiración                        |
| 2009      | Live - En Vivo Desde México           |
| 2010      | Por Siempre Alacranes                 |
| 2011      | Besos de Fuego                        |
| 2014      | "Nuestra Historia De Voces"           |
| 2016 2017 | "Una Nueva Era" Llegamos Pa Quedarnos |
| 2020      | "El Reencuentro"                      |